# Clarkella
Clarkella là một chi thực vật có hoa trong họ Thiến thảo (Rubiaceae).

## Loài
Chi Clarkella gồm các loài:
- Clarkella nana
- Clarkella siamensis